# 에키드나

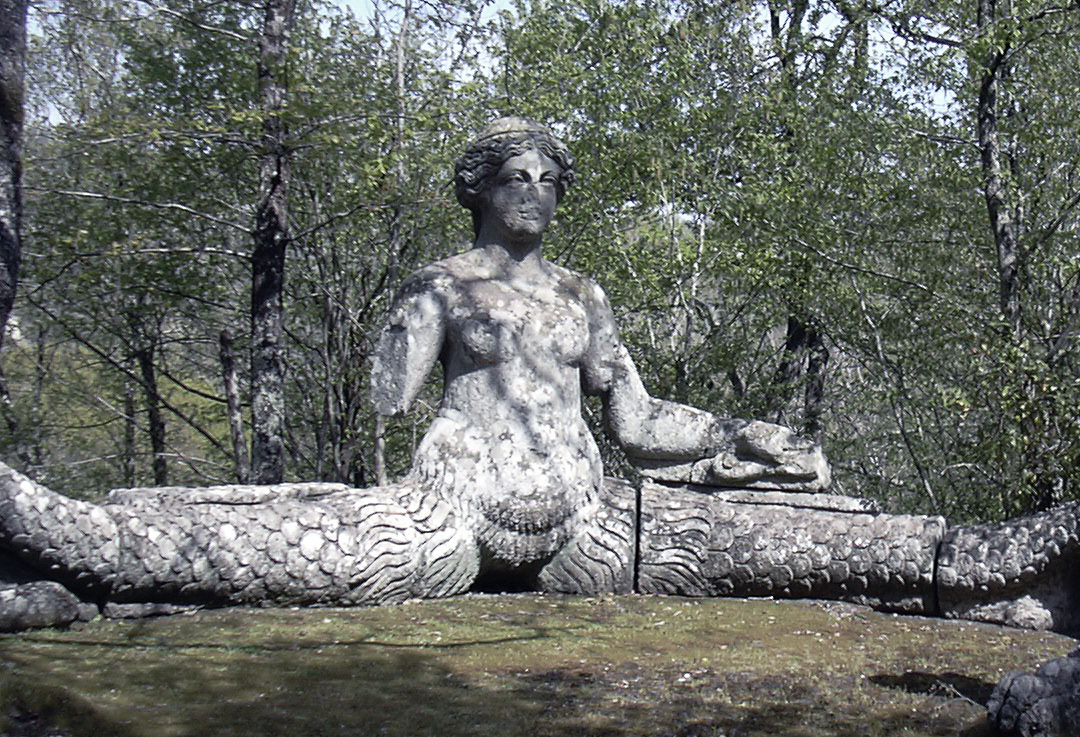
이탈리아 라치오의 보마르초 정원에 존재하는 에키드나 석상

에키드나(그리스어: Έχιδνα)는 그리스 신화에 나오는 반인반수의 괴물(비스트맨)이다. 이름은 그리스어로 살모사를 뜻한다. 상반신은 아름다운 여성이지만, 하반신은 이름 그대로 똬리를 튼 커다란 뱀이다. 티폰의 부인으로 많은 신화 속 괴물들의 어머니로 알려져 있는 존재이다.

## 전설
헤시오도스의 신통기에 따르면 에키드나는 포르퀴스와 케토 사이에서 태어난 딸이다. 일설에는 그녀의 부모가 대지의 여신인 동시에 대지와의 관계가 깊은 많은 괴물들을 낳은 가이아와 타르타로스라고도 한다.
에키드나는 상반신은 속눈썹을 깜박이는 볼이 예쁜 소녀이며 하반신은 거대한 뱀이다. 그녀는 인간들과 신들과도 멀리 떨어진 속이 빈 암벽의 동굴에서 사는데 밤이 되면 잠들어 있는 가축이나 나그네를 몰래 덮쳐 어두운 지하로 끌고 들어가 잡아먹었다고 전해진다. 그녀는 티폰의 아내였으며 오르토스, 하데스의 수문장 케르베로스, 레르나의 독사 히드라, 키마이라를 낳았다. 그리고 자신의 아들인 오르트스와 관계를 맺어 스핑크스, 네메아의 식인사자 등을 낳았다. 이처럼 그리스 신화에 등장하는 괴물들을 많이 낳았다.
에키드나는 또한 빼앗긴 말을 되찾으려고 온 헤라클레스와도 관계를 맺어 3명의 자식을 낳았다. 그 중 하나가 스키타이 민족의 조상이 되었다고 전해진다. 나중에 펠로폰네소스반도에서 가축을 습격하고 있을 때 절대로 잠들지 않는 것으로 알려진 100개의 눈을 가진 괴물 아르고스에게 들켜 그의 곤봉에 맞아죽게 된다.
나중에 기독교에서는 에키드나를 음란한 매춘부의 상징으로 삼았다. 즉, 매력적인 미녀의 상반신에 미혹되면 죄가 가득 찬 뱀의 하반신에 잡혀 욕망의 포로가 되어버린다는 것이었다.

## 에키드나의 자손
- 티폰과 에키드나의 자손
  - 케르베로스 : 청동 목소리에 3개의 머리와 뱀의 꼬리를 가진 개. 훗날 티폰과 에키드나를 버리고 명계의 왕 하데스의 수문장이 됨.
  - 히드라(물뱀) : 레르나의 독사. 헤라클레스가 이올라오스와 함께 죽임. 그 피는 훗날 헤라클레스의 독화살로 쓰임.
  - 키마이라 : 사자 머리, 염소의 몸통, 뱀의 꼬리를 가짐, 벨레로폰테스가 페가소스를 타고 죽임.
- 오르토스와의 사이에서 태어난 자식
  - 스핑크스 : 여자의 얼굴에 몸은 사자, 독수리 날개를 가진 괴물, 지나가는 사람에게 수수께끼를 내서 답이 틀리면 먹이로 하여 살아왔지만 오이디푸스가 답을 맞추자 자살함.
  - 네메아의 식인 사자 : 헤라클레스가 죽임.

## 같이 보기
- 오스트레일리아와 뉴기니에 서식하는 포유류인 가시두더지의 이름도 에키드나이다.